# Goldcorp
Goldcorp Inc. ist ein Bergbauunternehmen aus Kanada mit Firmensitz in Vancouver, das in ganz Amerika tätig ist. Das Unternehmen war im Jahr 2006 drittgrößter Goldproduzent Nordamerikas.

## Geschichte
Im Besitz der Goldcorp befindet sich die Mine von Red Lake, Ontario, die ehemals ertragreichste Goldmine der Welt. Aufgrund eines vierjährigen Streiks der Mitarbeiter von 1996 bis zum Jahr 2000 und wegen der zur Neige gehenden Goldvorräte war das Minen-Unternehmen gegen Ende des 20. Jahrhunderts wirtschaftlich angeschlagen.
CEO Rob McEwen hatte den Streik ausgelöst, indem  er den Mitarbeitern neue Verträge anbot, die sie schlechter stellten als zuvor. Er war es jedoch auch, der das Unternehmen rettete: Nachdem er die Geologen des Unternehmens für 10 Millionen Dollar Probebohrungen im entlegensten Winkel des 22.000 Hektar großen Grundstücks hatte durchführen lassen, vermuteten diese zwar weitere reichhaltige Goldvorkommen, konnten jedoch deren Lage und Volumina nicht genau bestimmen. 
McEwen hatte bei einem Kongresses am Massachusetts Institute of Technology einen Vortrag über Linux, das Open-Source-Betriebssystem gehört, das von Linus Torvalds initiiert wurde. Inspiriert von der Idee des offenen Quellcodes, veröffentlichte McEwen im März 2000 die kompletten Daten der Mine in einer 400 MB großen Datei und rief damit die Goldcorp Challenge aus. Dabei handelte es sich um einen Wettbewerb im Internet, der ein Preisgeld von insgesamt 575.000 Dollar denjenigen versprach, die die besten Vermutungen und Vorschläge zur Exploration neuer Goldvorkommen abgaben. Von den 110 durch den Wettbewerb identifizierten Punkten versprachen 80 % Gold in substanziellen Mengen und brachten der Goldcorp  seit Beginn der Ausschreibung Funde von insgesamt 8 Millionen Unzen ein. Fünfzig Prozent der eingereichten 110 Punkte waren den Mitarbeitern von Goldcorp noch nicht aufgefallen. Durch diesen Wettbewerb gelang es Goldcorp, den Explorationszeitraum um zwei bis drei Jahre zu kürzen, was zu einer Verringerung der Produktionskosten um 600 % in vier Jahren führte.
2004 wurde der Unternehmensanteil des Silberbergbaus als eigenständiges Unternehmen unter dem Firmennamen Silver Wheaton (heute: Wheaton Precious Metals) abgespalten.
2019 fusionierte Goldcorp mit der Firma Newmont Mining.

## Peñasquito-Mine
Am 23. März 2010 eröffnete Goldcorp die Arbeiten an der Peñasquito-Mine im Bundesstaat Zacatecas in Mexiko. Geplant sind ein Produktionszeitraum von 20 Jahren und jährliche Ausbeuten von 500.000 Unzen Gold, 28 Millionen Unzen Silber, 200.000 t Zink und 91.000 t Blei.

## Glamis Gold
Am 31. August 2006 erwarb Goldcorp das Bergbauunternehmen Glamis Gold. Die Übernahme, die im November 2006 abgeschlossen wurde, kostete das Unternehmen ungefähr 8,2 Milliarden USD.
Mit Glamis Gold kaufte Goldcorp Inc. unter anderem auch Cyanide-Tagebaue in Honduras, Guatemala und Nevada, wo Glamis ihren Unternehmenssitz hatte.
Anfang Mai 2006, kurz vor der Übernahme, traten auf der Hauptversammlung von Glamis Gold Vertreter von betroffenen Gemeinden in Honduras und Guatemala auf und thematisierten die schwerwiegenden Folgen der Goldausbeutung in der Region.

### Minerales Entre Mares de Honduras
2006 zeigte eine Studie über das Proyecto San Martin im Valle de Siria in Francisco Morazán in Honduras, wo Glamis unter der Filialenbezeichnung Minerales Entre Mares de Honduras Bodenschätze ausbeutet, dass jede der fünf Wasserproben, die unter anderem am Abfluss einer Mine, aus einem Fluss und einem Gemeindebrunnen genommen worden waren, Schwermetall- und/oder Cyanidkonzentrationen über den zulässigen Grenzwerten für Trinkwasser enthielten und etwa die Hälfte der Proben auch die international anerkannten Grenzwerte für Bergbauaktivitäten überschritten.
2007 riefen die kanadischen Organisation Development for Peace die britische Catholic Agency for Overseas Development und die Caritas Tegucigalpa, zu einer verantwortungsbewussten Schließung des Tagebaus der Coldcorp in Honduras auf.

## Montana Exploradora de Guatemala, S.A.
In Guatemala tritt Goldcorp Inc. als Montana Exploradora de Guatemala, S.A. auf, hier wird eine Ausbeutung bis 2015 erwartet. Den Cyanidetagebau Marlin in San Marcos (Departamento) erwarb Goldcorp 2006 mit Glamis Gold.
2007 klagten Anwohner von Sipacapa (Guatemala) gegen Glamis Gold beim Compliance Advisor Ombudsman (CAO), einer Schiedsstelle der Internationalen Finanz-Corporation und der Multilateralen Investitions-Garantie-Agentur auf Einstellung des Betriebes und Entschädigung. Die Klageschrift stellte fest, dass die Anlage ohne angemessene Konsultation und unter Verletzung der Rechte der indigene Bevölkerung entwickelt wurde.
Die CAO stellte in ihrem Schiedsspruch zum einen fest, dass sich Glamis Gold ausgiebig mit den örtlichen Gemeinden ausgetauscht habe. Festgestellt wurde dort aber auch, dass die Dokumente, darunter eine Umweltverträglichkeitsprüfung, welche Glamis  öffentliche ausgelegt hatte, sehr technisch gewesen seien. Die Anwohner hätten damals keine ausreichende Information über die wahrscheinlich abträglichen Auswirkungen der Mine enthalten.
Die schon mit Glamis Gold entstandenen Konflikte wurden durch Goldcorp Inc. nicht abgebaut. Goldcorp Inc. weigerte sich, das Ergebnis eines Referendums von 2005 umzusetzen, in welchem 11 von 13 Gemeindeversammlungen in San Marcos (Departamento) den Tagebau in ihrem Gebiet ablehnten.
Am 27. Juli 2009 wurde der Montana Exploradora de Guatemala, S.A. vom guatemaltekischen Umweltministerium die Einfuhr von Cyanid untersagt. Der Umweltminister von Luis Alberto Ferraté Felice (* 1939) erklärte, dass seit 2005 das Umweltministerium der vorangegangenen Regierung die Einfuhr von Natriumcyanid erlaubt habe. Der Minister erklärte, dass das Unternehmen bis zum 27. Juli 2009 320 Tonnen Cyanid eingeführt habe, worauf Abgaben von drei Quetzales pro Kilogramm erhoben worden seien, welche für die Überwachung des Cyanideinsatzes vorgesehen waren. Die Abgabenschuld des Unternehmens wurde mit 12,3 Millionen Quetzales beziffert.

## Produktion
| NAME         | Land | ANTEIL | PRODUKTION 2014 in oz | RESERVEN (P+P) in 000 oz | Cash Cost in US-$ |
| ------------ | ---- | ------ | --------------------- | ------------------------ | ----------------- |
| Alumbrera    | ARG  | 37,5 % | 120.100               | 550                      | 145 $             |
| Cerro Negro  | ARG  | 100 %  | 152.100               | 5.260                    |                   |
| Eleonore     | CAN  | 100 %  | 18.300                | 4.970                    |                   |
| Los Filos    | MEX  | 100 %  | 258.700               | 6.770                    | 796 $             |
| Marlin       | GUA  | 100 %  | 186.500               | 310                      | 384 $             |
| Musselwhite  | CAN  | 100 %  | 278.300               | 1.660                    | 629 $             |
| Penasquito   | MEX  | 100 %  | 567.800               | 10.550                   | 728 $             |
| Porqupine    | CAN  | 100 %  | 300.000               | 2.980                    | 647 $             |
| Pueblo Viejo | DOM  | 40 %   | 443.400               | 6.210                    | 462 $             |
| Red Lake     | CAN  | 100 %  | 414.400               | 2.060                    | 569 $             |
| Gesamt       |      |        | 2.871.000             |                          | 661 $             |

Quelle: Goldcorp Jahresbericht 2014